# Función de luminosidad

Funciones de luminosidad fotópica (rojo) y escotópica (azul).

En fotometría la función de luminosidad o función de eficiencia luminosa ({\displaystyle \scriptstyle {V_{\lambda }}}, {\displaystyle \scriptstyle {V(\lambda )}} o {\displaystyle \scriptstyle {{\bar {y}}(\lambda )}}) describe la relación entre la sensación de luz humana y el concepto físico de luz, que es la cantidad a la cual los instrumentos de medida reaccionan. Esta función es diferente dependiendo de que el ojo se encuentre adaptado a condiciones de buena iluminación (visión fotópica) o de mala (visión escotópica). Así, en condiciones fotópicas, la curva alcanza su pico para 555 nm, mientras que en condiciones escotópicas lo hace para 507 nm.